# Instruktør
En instruktør bruges vanligvis som betegnelse for en person der underviser eller instruerer andre f.eks. i fodbold, førstehjælp, fitness m.v.
Betegnelsen instruktør bruges dog også om en person, der har det kunstneriske ansvar for produktionen af en spillefilm, et teaterstykke, en opera eller lignende; disse kaldes således hhv. filminstruktør, teaterinstruktør og operainstruktør. Til tider har instruktøren også ansvar for budgettet. Instruktørens opgave består bl.a. i at vejlede de medvirkende skuespillere eller sangere i bevægelser, udtryk mm.
Instruktørens virke er meget forskelligt, afhængigt af projektet og konditionerne. Ofte er faglige kompetencer som dramaturgi, personinstruktion og ledelse centrale.
I Danmark er instruktører organiseret i henholdsvis Danske Filminstruktører og Foreningen af Danske Sceneinstruktører, to af landets mindste fagforbund, som i øvrigt deler lokaler på Nørrebro i København.

## Eksempler på udenlandske instruktører

### Teater
- Robert Wilson
- Berthold Brecht
- Ingmar Bergman
- Frank Castorf

### Film
- Woody Allen
- John Ford
- Alfred Hitchcock
- Howard Hawks
- Akira Kurosawa
- Mike Leigh
- Steven Spielberg
- Francois Truffaut
- Luchino Visconti
- Tim Burton

### Opera
- Calixto Bieito
- Patrice Chéreau
- Peter Konwitschny
- Harry Kupfer
- David McVicar
- Peter Sellars
- Wieland Wagner
- Francesca Zambello
- Franco Zeffirelli

## Eksempler på danske instruktører

### Teater
- Herman Bang
- Sam Besekow
- William Bloch
- Peter Eszterhás
- Johanne Luise Heiberg
- Kasper Bech Holten
- Frederik Ludvig Høedt
- Peter Langdal
- Karl Mantzius
- Birgitte Price
- John Price

### Film
- Erik Balling
- Susanne Bier
- Bent Christensen
- Pernille Fischer Christensen
- Carl Th. Dreyer
- Per Fly
- Søren Kragh-Jacobsen
- Jørgen Leth
- Ole Christian Madsen
- Alice O'Frederiks
- Niels Arden Oplev
- Lone Scherfig
- Christian Braad Thomsen
- Anders Thomas Jensen
- Lars von Trier

### Opera
- Kasper Bech Holten
- Peter Langdal
- Mikael Melbye
- Niels Pihl